# Drosera oblanceolata
Drosera oblanceolata är en sileshårsväxtart som beskrevs av Y.Z.Ruan. Drosera oblanceolata ingår i släktet sileshår, och familjen sileshårsväxter.
Artens utbredningsområde är:
- Chongqing (Kina).
- Guizhou (Kina).
- Hubei (Kina).
- Sichuan (Kina).
- Yunnan (Kina).
- Anhui (Kina).
- Fujian (Kina).
- Guangdong (Kina).
- Guangxi (Kina).
- Henan (Kina).
- Hongkong (Kina).
- Hunan (Kina).
- Jiangsu (Kina).
- Jiangxi (Kina).
- Kin-Men (Kina).
- Macau (Kina).
- Shanghai (Kina).
- Zhejiang (Kina).

Inga underarter finns listade i Catalogue of Life.